# Lista ukraińskich klubów futsalowych
Lista ukraińskich klubów futsalowych
Uwagi. Podano kluby, które występują lub występowały w Ekstra-lidze, a wcześniej w Wyszczej lidze oraz w Pierwszej Lidze Ukrainy w futsalu. Nie uwzględniono rezerw (chyba że są one połączone z jakimś innym klubem bądź nie istnieje pierwsza drużyna). Kolejność alfabetyczna.

## A
- Awanhard Żółte Wody

## B
- Budiweł Dniepropetrowsk (Budiweł-WW Dniepropetrowsk)

## D
- Donbas Donieck (Donbas-UMC Donieck, Janus-Donbas Donieck, Szachtar Donieck, Szachtar-WAWK Donieck)
- Doncement Amwrosijewka (Formika Amwrosijewka)
- DSS Zaporoże (DniproSpecStal Zaporoże)

## E
- Enerhija Czernihów
- Enerhija Lwów

## F
- Fortuna Dniepropetrowsk (Nika Dniepropetrowsk)
- Fotopryład Czerkasy

## I
- Inha Charków
- Interkas Kijów (InterKrAZ Kijów)
- Inturist Huliajpole

## J
- Jenakijeweć Jenakijewe

## K
- Kapitał Krasnohoriwka (Hirnyk Krasnohoriwka)
- Kardynał Równe (Kardynał Lwów)
- Kontynhent Żytomierz
- Korpija Kijów (Korpija-Politech Kijów, US Campus Kijów)
- Kyjiw-Unisport (Slid Kijów, Kyj-Slid Kijów, Kyj Kijów, Kyj-Politechnik Kijów, Korpija-Politech Kijów, Kyj-NW Kijów, Kyjiw-NTUU Kijów)

## Ł
- Łokomotyw Charków
- Łokomotyw Odessa (Odessa-Nord)
- ŁTK Ługańsk

## M
- Marrion Odessa
- Mechanizator Dniepropetrowsk
- Metałurh Wołodymyriwka
- Metropoliten Kijów
- MFK Równe (Słucz Równe) w 2010 fuzja z Kardynał Lwów
- Monolit Charków
- More Iljiczewsk

## O
- Ołeksandr Charków
- Ometa Chersoń

## P
- PFS Sewastopol
- Płaneta-Mist Kijów
- Politechnik-KZTU Krzemieńczuk (KrAZ Krzemieńczuk)

## R
- Rita Charków
- Kyjiwśka Ruś Donieck

## S
- SKIF-Siłeks Kijów
- Sławutycz Sławuta
- SumDU Sumy (Artmotor-SumDi Sumy, Uniwer-Awtomar Sumy)
- SumyHaz Sumy (Kołos Sumy)
- Szachtar Donieck (Ukrspław Donieck)

## T
- Tajm Lwów w 2010 fuzja z Enerhiją Lwów
- Tełekom Donieck
- TWD Lwów

## U
- Ukraina Lwów
- Unisport-Budstar Kijów
- Uniwer-Łoko Charków (Echo Charków, Echo-Etałon Charków, FK Charków, Uniwer-Echo Charków)
- Urahan Iwano-Frankiwsk

## W
- Winner Ford Uniwersytet Zaporoże
- Wodejar Krzemieńczuk
- Wuhłyk Makiejewka
- Wułkan Czerkasy

## Z
- Zaporiżkoks Zaporoże (Nadija Zaporoże, Nadija-Zaporiżkoks Zaporoże)